# Giovanni Di Pirro
Giovanni Di Pirro (Pescasseroli, 20 marzo 1869 – Roma, 6 febbraio 1934) è stato un matematico italiano.

## Biografia
Laureatosi in matematica nel 1894, è stato docente di elettrotecnica presso la Scuola degli Ingegneri di Roma e direttore dell'Istituto Superiore Postale e Telegrafico di Roma. Nel 1923 è stato l'artefice della fondazione della Scuola superiore di specializzazione in telecomunicazioni, attivata nell'ambito dell'Istituto superiore delle comunicazioni e delle tecnologie (ISCOM). 
Ha pubblicato numerosi articoli e note relativi, tra gli altri argomenti, alle trasformazioni delle equazioni della dinamica, agli integrali primi quadratici delle equazioni della meccanica, ai circuiti telefonici ad attenuazione costante e ai circuiti non uniformi, alle perturbazioni induttive sui circuiti telegrafici e telefonici.
Progetta e realizza la pupinizzazione della linea telefonica analogica Roma-Berlino.